# Глухівська співоча школа
Глу́хівська співо́ча шко́ла — спеціальна школа, що існувала в середині 18 століття у Глухові, яка готувала придворних співаків.
Школа була заснована за іменним указом імператриці Анни Іванівни від 1729 року і проіснувала до кінця 18 століття. Основною метою цієї школи було постачання професійних співаків до імператорського двору.
| Щоб набирати із усієї Малої Росії із церковників, також із козацьких та міщанських дітей і з інших і утримувати завжди в тій школі до 20 осіб, вибираючи, щоб найліпші голоси були, і веліти їхньому регенту підучити київського і партесного співу, а котрі співу будуть навчені, тих щорічно ліпших присилати до двору її імператорської величності осіб по 10, а на їх місця знову таких набирати"[1] |
Глухівська школа заклала міцний ґрунт для розвитку української національної культури, а також і для подальшого розвитку професійної культури Росії. Найвідомішими її вихованцями стали Бортнянський Дмитро та Березовський Максим, що піднесли українську музику на високий рівень.